# سينما منزلية

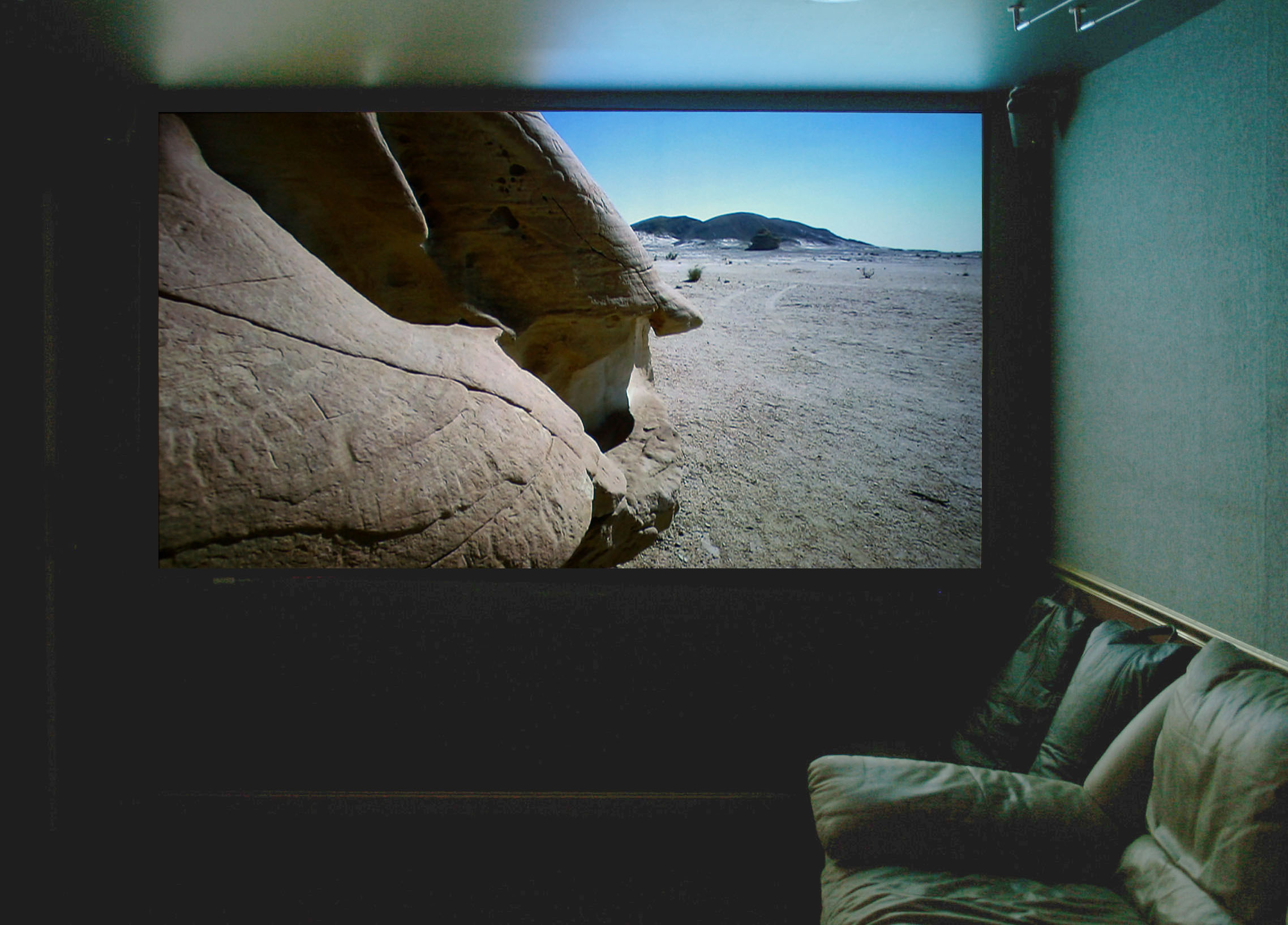
سينما داخل منزل

السينما المنزلية (و تعرف أيضا بالمسرح المنزلي) تشير إلى أنظمة الترفيه المنزلية التي تسعى لإيجاد تجربة شبيهة بتلك التي نعيشها في جو السينما، وذلك بمساعدة معدات الصوت والصورة داخل أو خارج المنزل.
تعتمد السينما المنزلية على توافر عدة أجهزة إلكترونية متصلة ببعضها، ورغم أن السينما المنزلية تعتبر من الرفاهيات إلا أن انتشار الأجهزة الإلكترونية وتوافرها أدى إلى انخفاض ثمنها وجعل تكوين السينما المنزلية أمرا متاحا بتكاليف غير باهظة.
البيئة التي تنفذ فيها السينما المنزلية
يتم تجهيز وتنظيم أماكن الجلوس بشكل يعطي أحساس التواجد في السينما، يتطلب ذلك وجود مقاعد مريحة، ستائر أو إضائة خافِتة في المكان لزيادة الأحساس بتجربة السينما.
هناك بعض الأشخاص المحبين للسينما يقوموا بتخصيص حجرة منفصلة للمسرح المنزلي، ويتم تصميم هذه الحجرة بشكل قريب جداً من تصميم صالات السينما باستخدام أثاث مخصص، لاصقات الأفلام وقد يصل الأمر إلي وجود ماكينة فشار أو أي ماكينات أخرى مشابهة.
يتطلب ذلك تجهيزات وعناصر صوتية أكثر تعقيداً، تتضمن تجهيز غرفة داخل غرفة وبناء يسمح بعزل الصوت ويعطي مناخ مثالي لنقاء الصوت، تسمي هذه التجهيزات «حجرة العرض» لاختلافها عن التجهيزات البسيطة الأخرى.